# 那是一朵雪绒花
那是一朵雪绒花（德語：Es war ein Edelweiss）是一首第二次世界大战期间的納粹德國陸軍軍歌，由赫尔姆斯·尼尔于1941年作词，作曲。 因其曲调结合了进行曲和南德民歌的特点，所以直至今日，仍被德国的民歌歌手们(如弗朗茨·朗和Heino)所传唱。

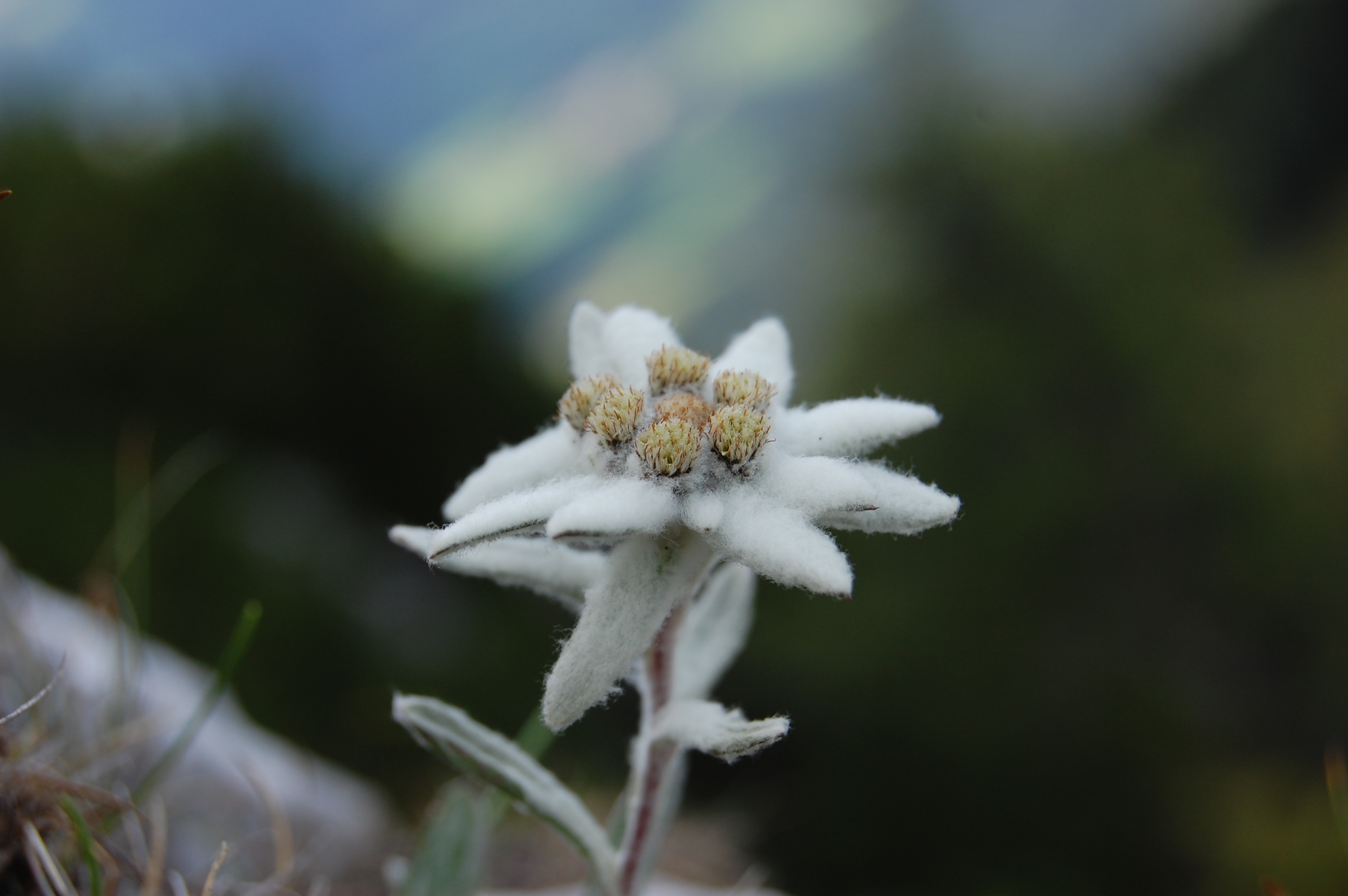
岩壁上的雪绒花为该歌曲的主要意象。